# بيتر جينز
بيتر جينز (1 فبراير 1928 – 28 سبتمبر 1944) كان فتى تشيكوسلوفاكيا بخلفية يهودية تم ترحيله إلى معسكر اعتقال تيريزين خلال الهولوكوست. توفي بعمر السادسة عشر عاما عندما تم نقله إلى معسكر أوشفيتز بيركينو وقتله بالغاز.